# Cheonggyecheon
Cheonggyecheon (kor. 청계천) – przepływająca przez Seul rzeka oraz powiązana z nią przestrzeń rekreacyjna. W latach 50. została zabudowana przez drogę, a następnie autostradę i przez wiele lat funkcjonowała jako rzeka podziemna. Jej bieg został ponownie odsłonięty w 2005 na skutek projektu rewitalizacji przestrzeni miejskiej.
Po odtworzeniu rzeki stwierdzono urozmaicenie lokalnej fauny, a przepływający strumień pomaga schłodzić temperaturę na pobliskich obszarach o średnio 3,6 °C w porównaniu do innych części Seulu. Liczba pojazdów wjeżdżających do centrum Seulu zmniejszyła się o 2,3%, przy rosnącej liczbie użytkowników autobusów (o 1,4%) i metra (o 4,3%). 
Stwierdzono również zwiększenie płynności ruchu w centrum, dzięki czemu rewitalizacja Cheonggyecheon jest używana jako przykład paradoksu Braessa.

## Galeria

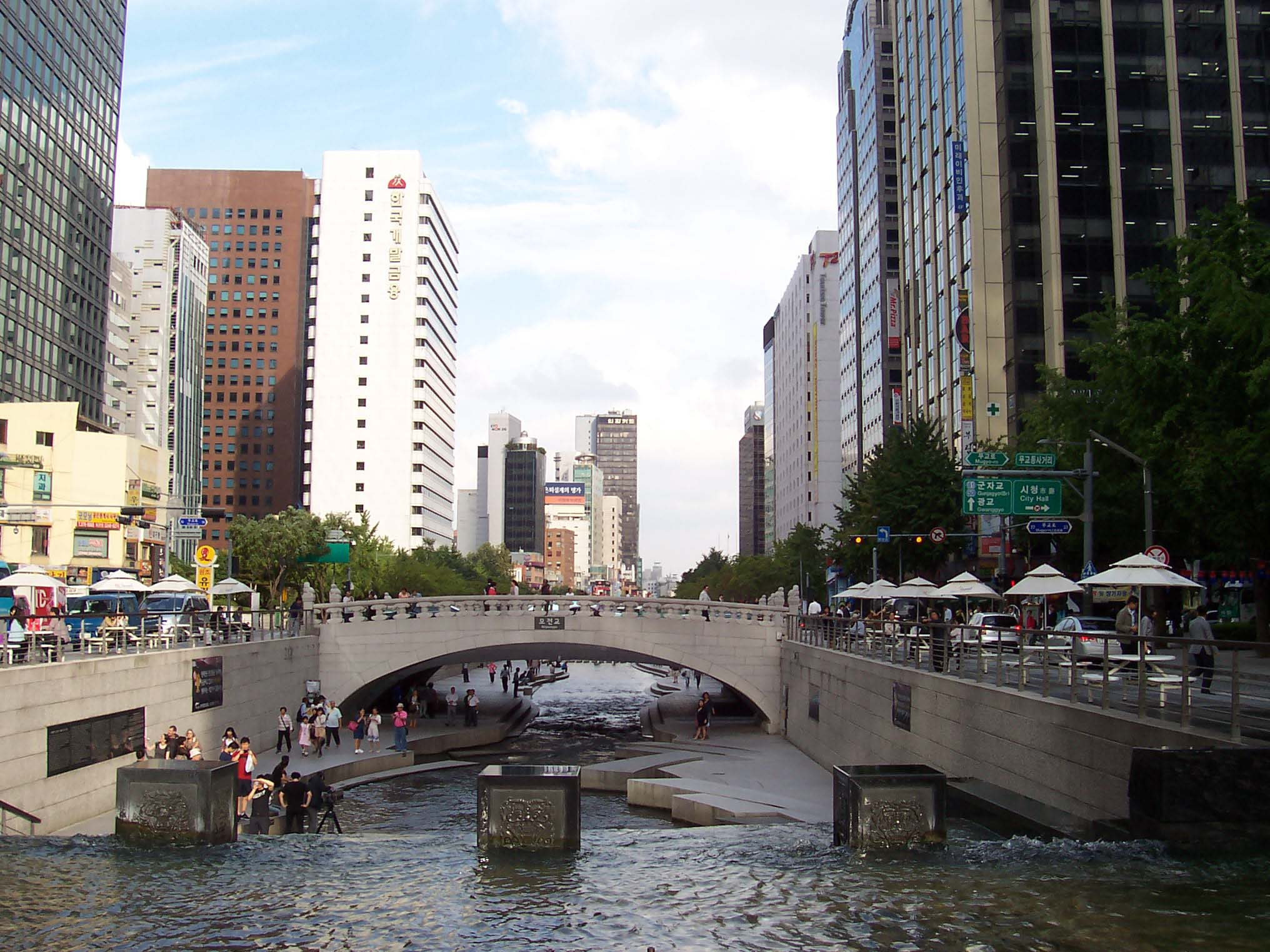
Most Mojeon w 2012
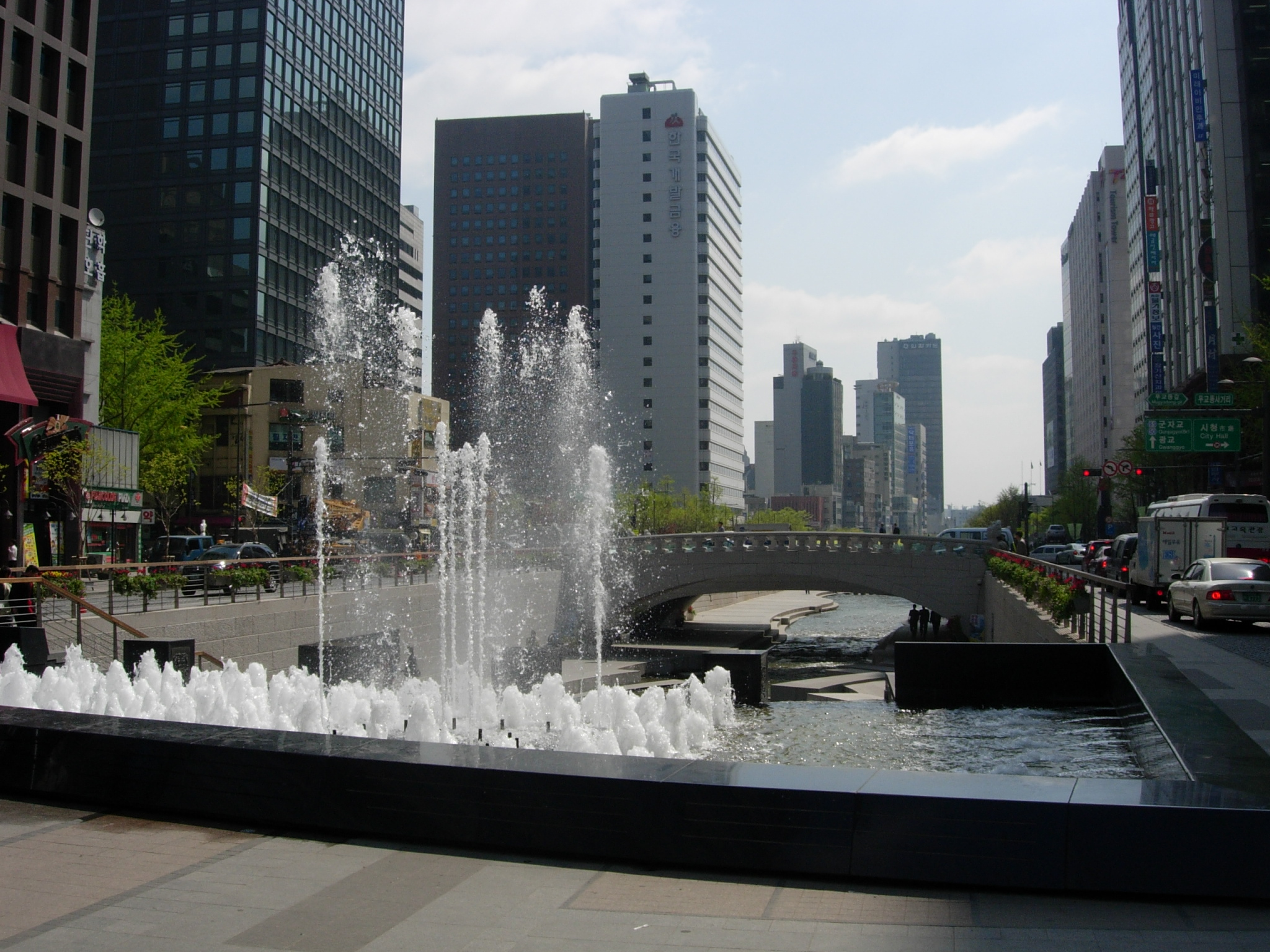
Źródło rzeki
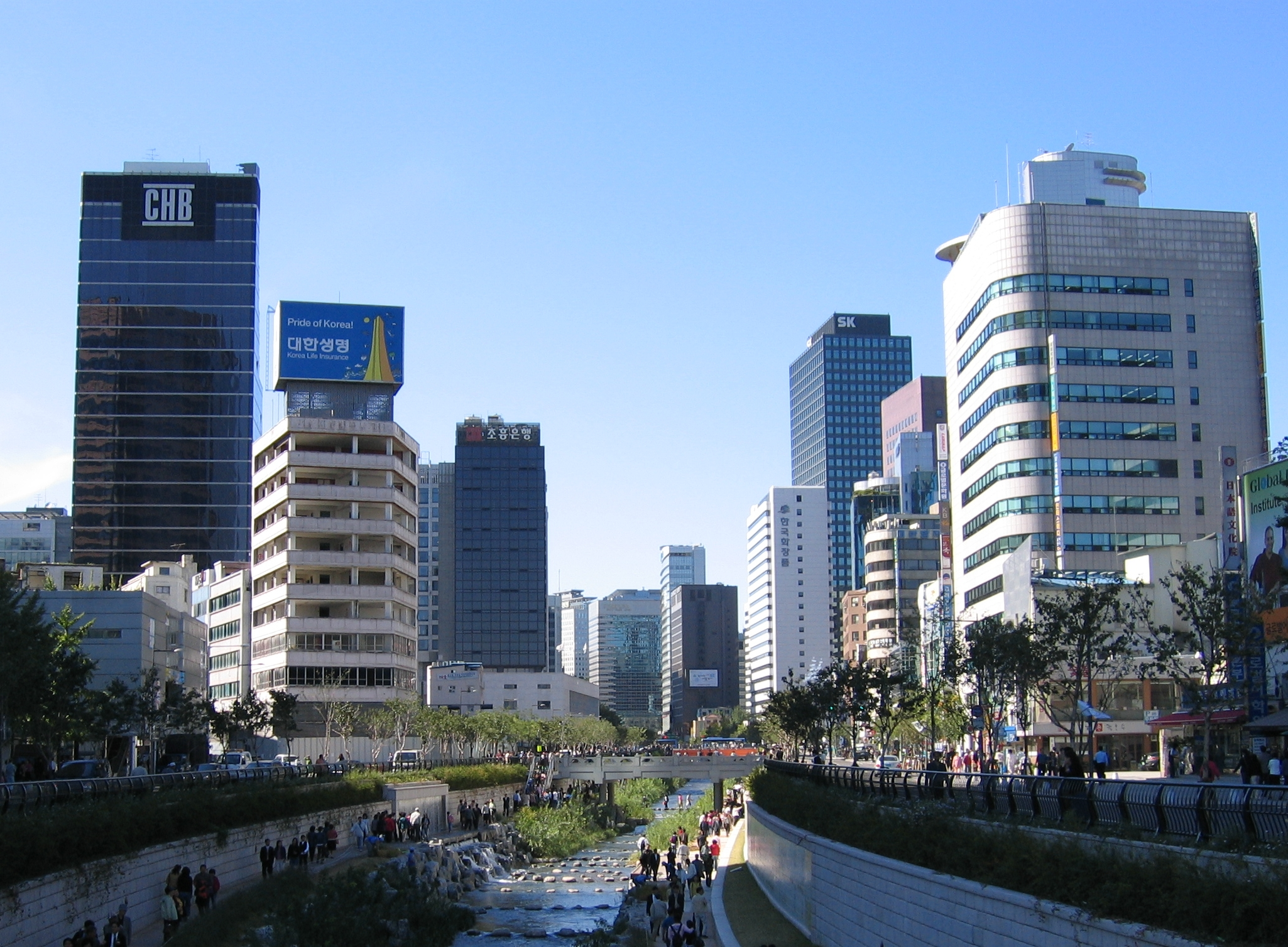
Cheonggyecheon pomiędzy wieżowcami
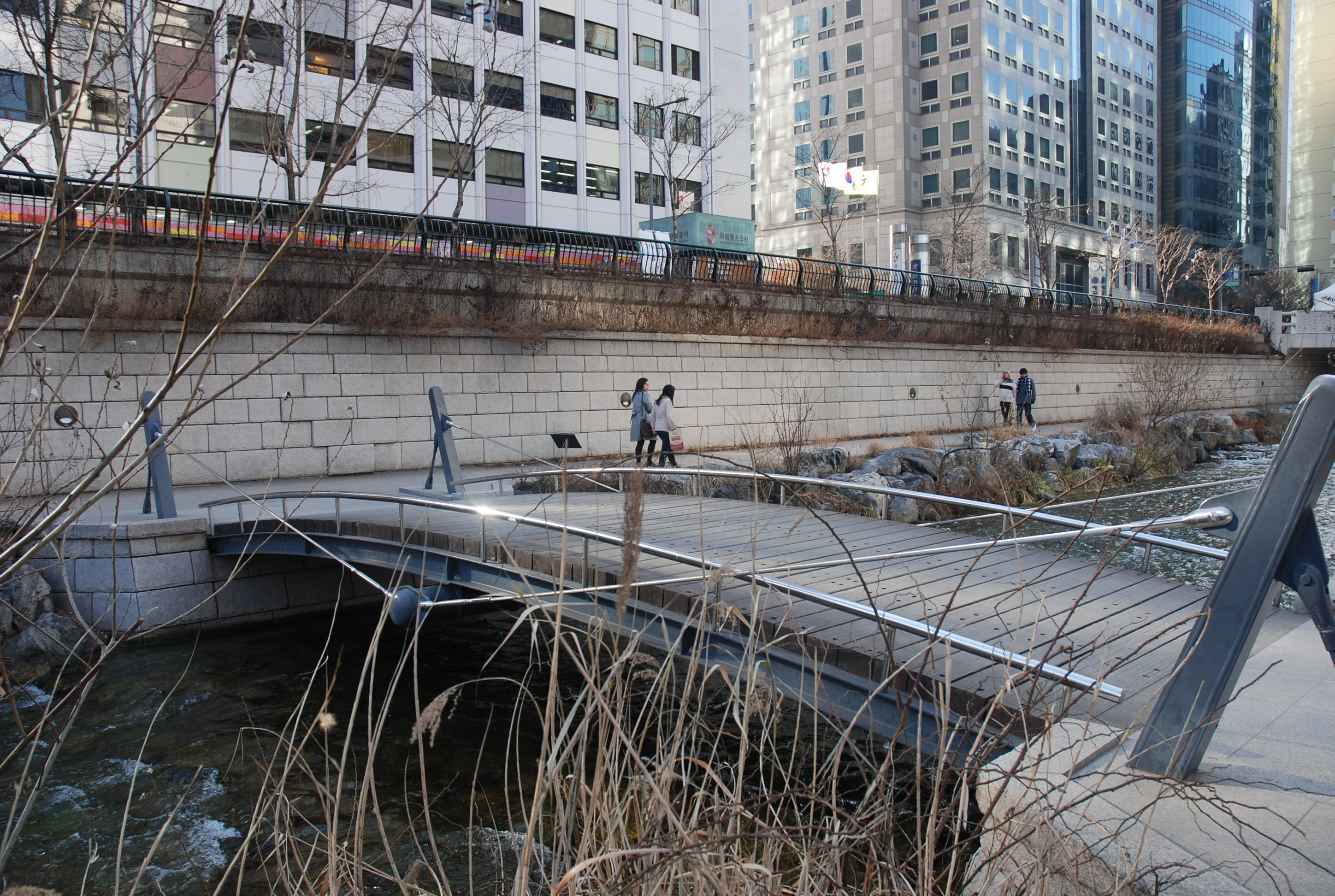
Cheonggyecheon w zimie
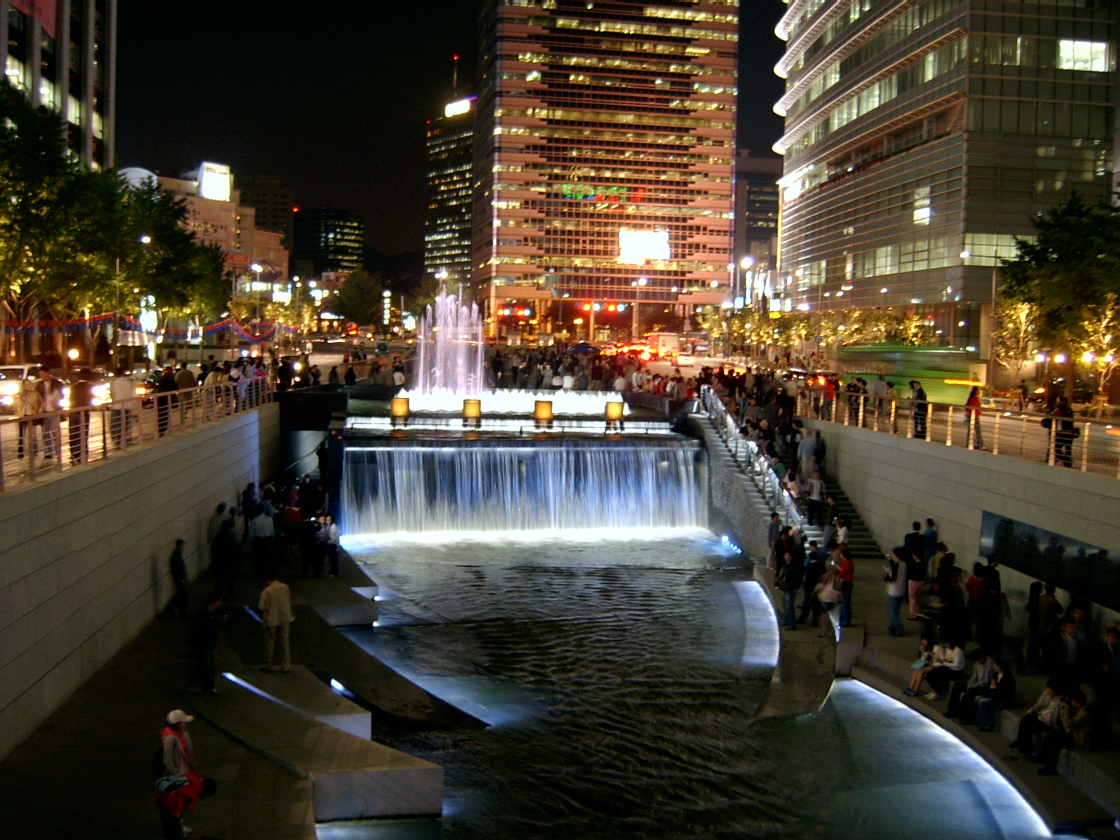
Źródło Cheonggyecheon w nocy
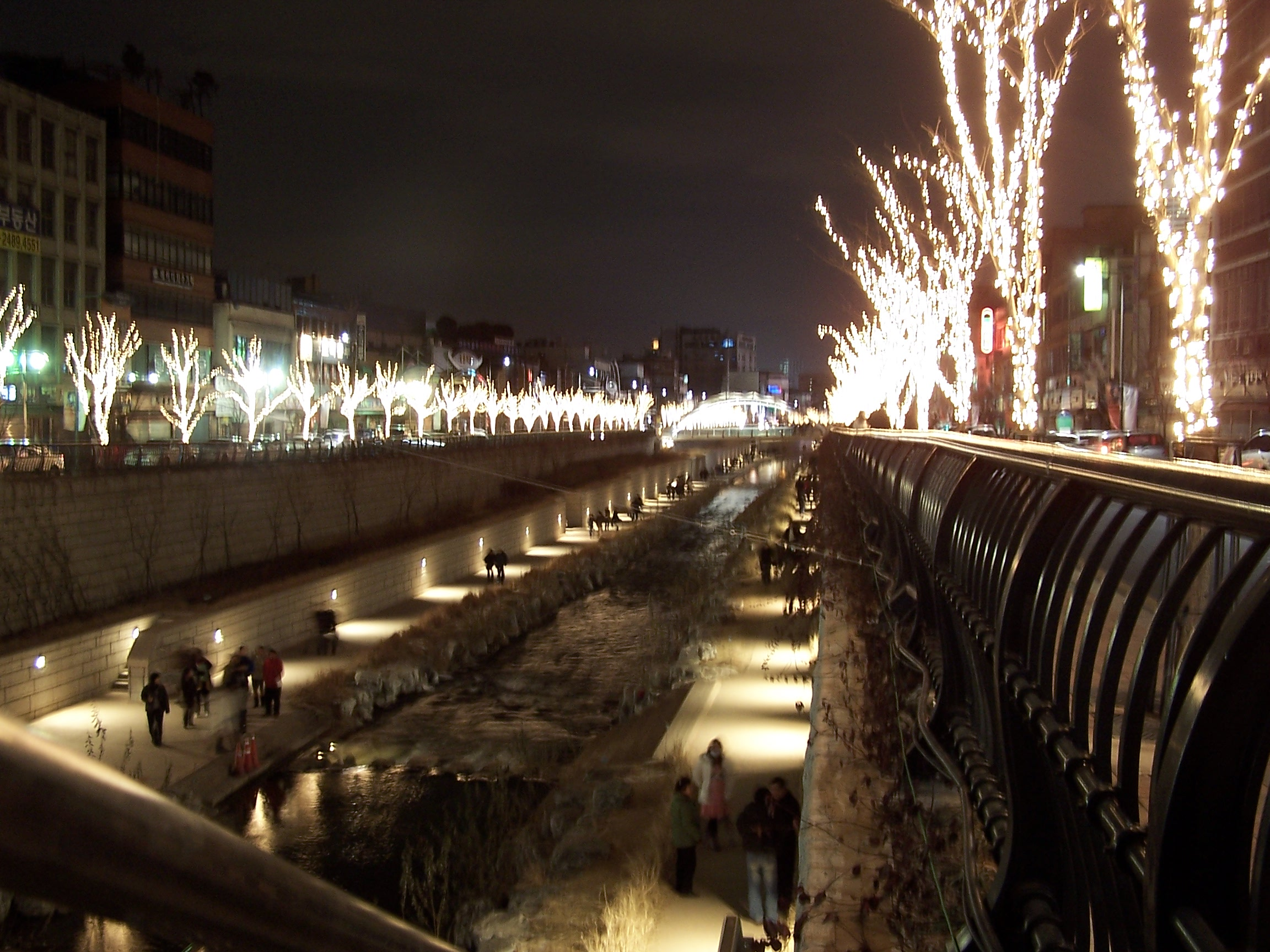
Cheonggyecheon w nocy
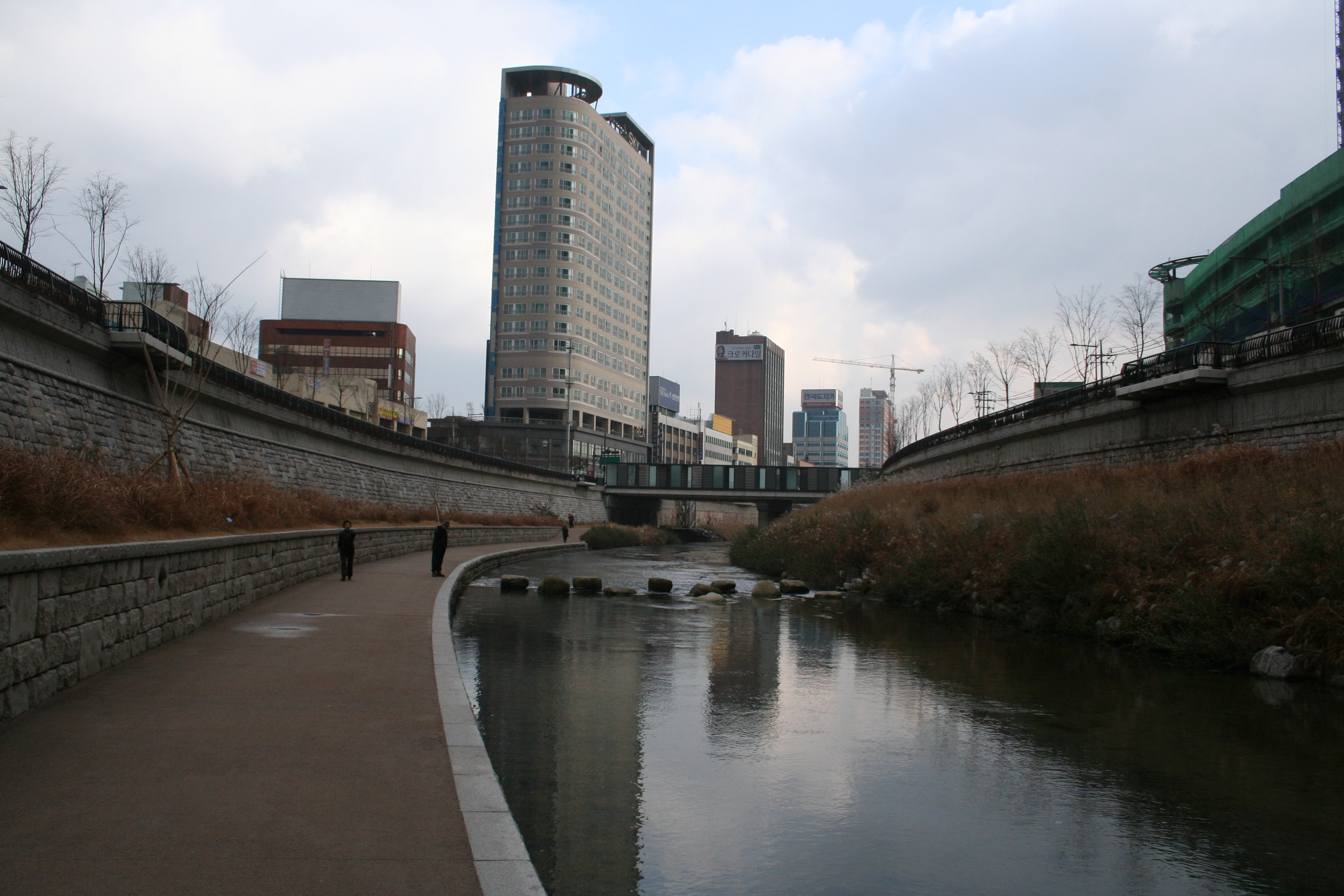
Cheonggyecheon przy Dongdaemun
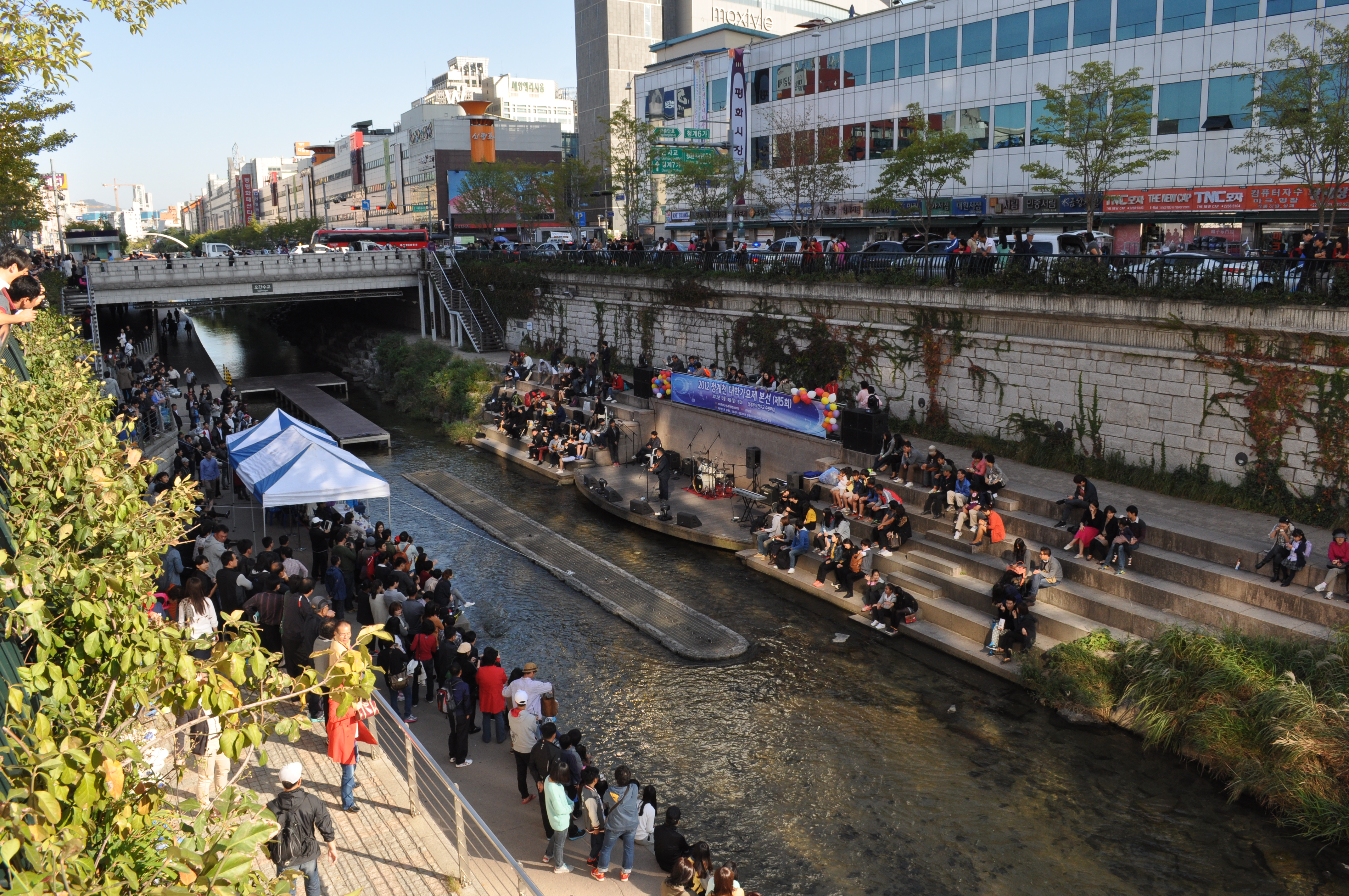
Ludzie odpoczywający nad rzeką